# TDC Holding AS

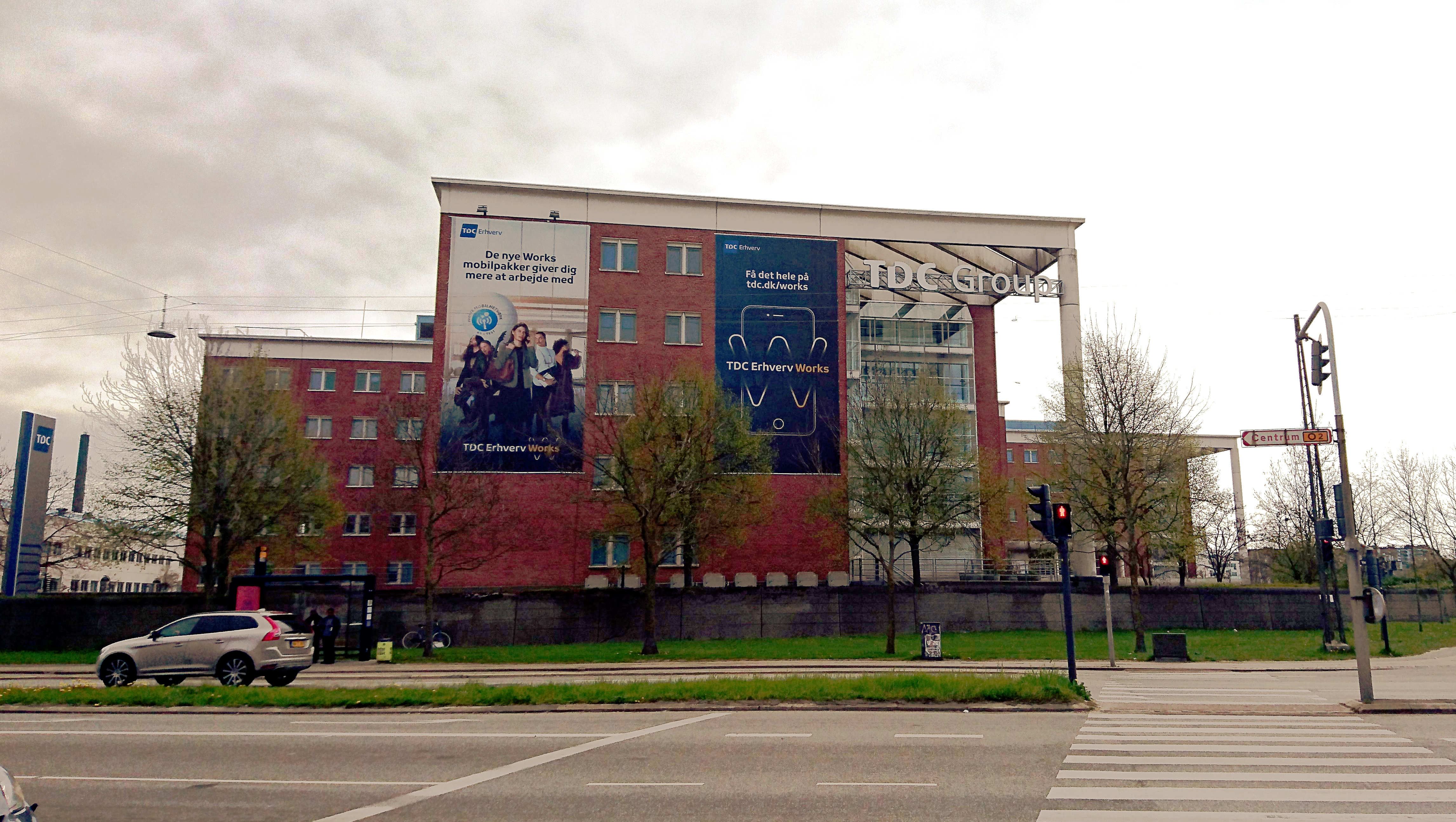
A TDC, YouSee központja Sydhavnenben, Koppenhágában

A TDC Holding vagy a TDC Group egy dán távközlési vállalat. A legnagyobb távközlési szolgáltató Dániában. Székhelye Koppenhágában található.

## Története
1879-ben a Kjøbenhavns By-og Hustelegraft alapította. A cég magántelefonvonalakat épített ki rövidebb távolságokra, például irodák és gyárak között. Ezenkívül Koppenhágában távirati szolgáltatásokat is kínált a város körüli kis távíróállomások segítségével, amelyek telefonon tudtak kommunikálni.
1927-ben a Post-og Telegrafvæsenet Dánia kormánya által fenntartott postai, távíró- és telefonszolgáltatásaként jött létre a dán postahivatal és a dán távirati szolgálat egyesülésével.
1990 novemberében a Folketing törvényt fogadott el. Ennek nyomán a cég új neve Tele Danmark, és a meglévő regionális vállalatok (KTAS, Jydsk Telefon, Tele Sønderjylland, Fyns Telefon és Rigstelefonen) anyavállalata lett. 
1995-ben a regionális társaságok beolvadtak a Tele Danmarkba, és létrejött az első országos kábeltelevíziós társaság, Tele Danmark Kabel TV néven.  2000-ben Tele Danmark TDC-re változtatta nevét. 
2007-ben a TDC visszavezette leányvállalatait az anyavállalatba, kivéve a TDC Kabel TV-t, amely önállóan működött tovább. 2007. október 1-jén a TDC Kabel TV megváltoztatta nevét YouSee-re, hogy jelezze: nem csupán a tévére összpontosít. 
2010-ben a Nordic Telephone Company elkezdte értékesíteni TDC-részvényeit a koppenhágai tőzsdén. 
2016-ban a TDC meg nem határozott összegért megvásárolta a dán informatikai és távközlési szolgáltatót.  
2020. január 20-án a TDC bejelentette: "Flanker" nevű márkájukat leállítják, és az ügyfeleket áttelepítik a YouSee-re. 